# موجارة شبه مخططة
موجارة شبه مخططة (الاسم العلمي: Gerres subfasciatus) (بالإنجليزية: Common silver belly)‏ هي نوع من الأسماك تتبع جنس الموجارة من فصيلة الموجارات.